# Sofia Aleksejevna van Rusland
Sofia Aleksejevna (Russisch: Царевна Софья Алексеевна Романова; Tsarevna Sofia Aleksejevna Romanova) (Moskou, 17 september 1657 — aldaar, 3 juli 1704) was een Russische prinses. Zij fungeerde als regentes voor haar nog minderjarige broers Ivan V en Peter I in Rusland van 1682 tot 1689 en smeedde met politicus-prins Vasili Golitsyn een verbond om haar macht te verstevigen gedurende de tijd dat de jonge tsaren nog minderjarig waren.
Sofia was een intelligente, machtsbeluste vrouw met een brede culturele ontwikkeling. Zij kende meerdere talen, hetgeen in Rusland, in die tijd, zeer bijzonder was.

## Twist onder de Romanovs
Sofia was de vierde dochter van tsaar Alexis van Rusland en zijn eerste vrouw, Maria Miloslavskaja (1625-1669). Na de dood van Alexis in 1676 stelde Sofia zich in dienst van haar oudste overlevende broer Fjodor (1661-1682), hoewel deze kreupele prins een zwakke gezondheid had. Ook hun vader had een voorkeur gehad voor de jeugdige Peter als troonopvolger. Ondanks zijn kwalen wist Fjodor wat er speelde, maar Sofia zou tijdens zijn korte regering de touwtjes in handen hebben gehad. Naarmate zijn gezondheid slechter werd, zag ook Sofia haar macht afnemen. Bij zijn dood op 27 april 1682 sloeg Sofia meteen toe op het politieke toneel, door de plaats van haar overleden broer op te eisen. De andere potentiële troonopvolgers raakten in verwarring, want in die tijd werden de keizerlijke prinsessen ver van de politieke debatten gehouden, zelfs een begrafenis werd gehouden zonder vrouwen. Sofia daarentegen was wél aanwezig op de begrafenis, waar ze de troon opeiste.

## Regent
Na de dood van Fjodor brak er een strijd los tussen de families van Maria Miloslavskaja, de eerste vrouw van tsaar Aleksej, en die van Natalja Narysjkina, de tweede vrouw; de Miloslavskis en de Narisjkins. De Miloslavskis schoven Sofia's broer Ivan naar voren, de Narisjkins haar halfbroer Peter. Diens verkiezing zou volgens haar in strijd zijn met wat gebruikelijk was. Bij de gevechten werden verschillende leidende aristocraten en generaals vermoord, en ook twee familieleden (van de Narisjkins, de partij van Peters moeder) werden omgebracht voor de ogen van de latere tsaar Peter de Grote. Bij het einde van de rebellie werden de eisen van de Streltsy vervuld; de incompetente Ivan werd 'senior-tsaar' en Peter, dan pas negen jaar, 'junior-tsaar'.
Hoewel vrouwen sinds Jelena Glinskaja, de regentes van Ivan IV, geen politieke macht meer hebben gehad, slaagde Sofia erin het hof te overtuigen om haar als regentes te laten optreden. Ze zou als regentes optreden voor de zwakke Ivan (de vijftienjarige Ivan gold als zwakzinnig en hij was ook lichamelijk niet gezond; hij kon niet lopen zonder hulp) en het kind Peter.
De regering werd geleid door Golitsyn en Fjodor Sjaklovity. Na de nederlagen in de Krimveldtochten (1687-1689) werd Sjaklovity geëxecuteerd en Golitsyn gedwongen af te treden. De familie Narisjkin nam de touwtjes in handen.

## Opsluiting

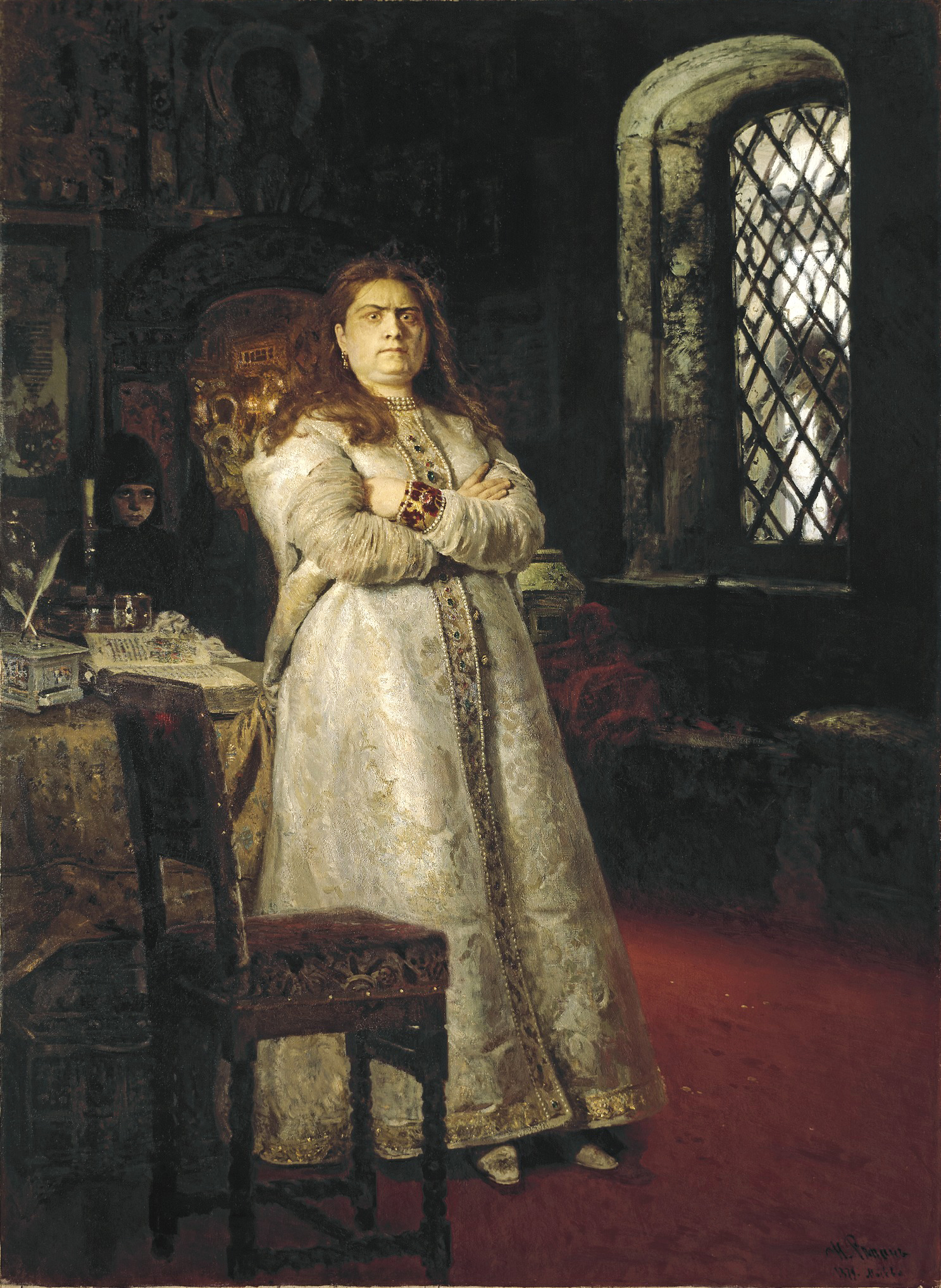
Prinses Sofia Aleksejevna op de dag van de voltrekking van de doodstraf van de Streltsy en de marteling van al haar bedienden in 1698, een jaar na haar opsluiting in het Novodevitsjiklooster.

In 1689 wilde Sofia, als regent van tsaar Peter I, die toen 17 jaar was, vasthouden aan de oude levenswijzen en bestuursvormen. Peter I echter wilde in Rusland de ambtenarij, het leger en de voornaamste maatschappelijke instituten volledig hervormen om aan te kunnen sluiten bij Europa. Toen Sofia hem dat wilde belemmeren sloot hij haar op in het Novodevitsjiklooster in Moskou. Zij is daar ook gestorven in 1704.
Ilja Repin zag hierin een gelegenheid een historiestuk te schilderen, waarin menselijke emoties de hoofdrol vertolken: Sofia's machteloze woede, niet meer in staat haar rijk te besturen en opgesloten in een kooi.